# ديرديفيل (الموسم 2)

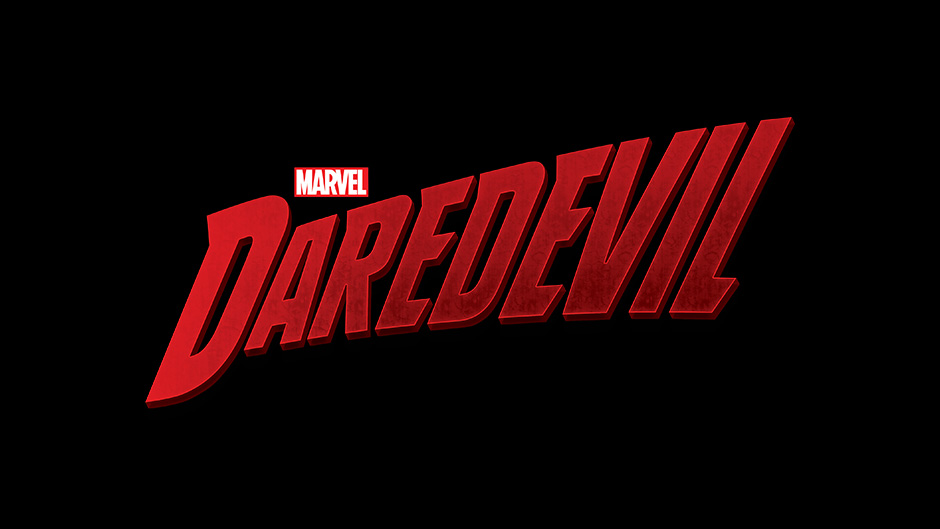

الجزء الثاني من مسلسل التلفاز الأمريكي ديرديفيل، المبني على شخصية قصص مارفل المصورة التي تحمل الاسم ذاته، تدور أحداثه حول المحامي الكفيف مات موردوك أو ديرديفيل الذي يعمل محاميًا في النهار ومحاربًا للجريمة في الليل، يلتقي بالمميت فرانك كاسل –المعاقب- تزامنًا مع عودة حبيبته القديمة إليكترا ناتشو. تدور الأحداث في عالم مارفل السينمائي. وهو استمرار للأفلام والمسلسلات الأخرى التابعة للسلسلة. أنتج المسلسل تليفزيون مارفل، بالاشتراك مع ستوديوهات إيه بي سي. دوك بيتري وماركو راميريز هما المنتجين المنفذين، ومؤلف المسلسل درو كودارد.
أدى تشارلي كوكس دور مات موردوك، وجون بيرنثال دور فرانك كاسل وإيلودي يانغ دور إليكترا. شهد هذا الموسم أيضًا عودة كل من دوبرا إن ول وإلدين هينسون وروزاريا داوسن من الموسم الأول، إضافةً إلى انضمام ستيفن رايدر. صدر الجزء الثاني في أبريل بعد النجاح الذي حققه الجزء الأول. استُبدل المنتج المنفذ ستيفين إس دينايت بكل من بيتري وراميريز. بدأ الإنتاج في يوليو 2015 واستمر حتى ديسمبر. ركز الموسم على طبيعة البطولة بمقارنة مات موردوك بكل من فرانك كاسل وإليكترا ناتشو، وأظهر أيضًا تأثير الأخيرين في حياة موردوك. عرضت أول حلقتين من الموسم في باريس في مارس 2016، وعُرض الموسم المكون من 13 حلقة كاملًا على نتفلكس لاحقًا في الشهر ذاته. أثنى النقاد على طريقة تقديم شخصية فرانك كاسل و إليكترا ناتشو، و أثنوا بالأخص على أداء جون بيرنثال، وكذلك الأكشن والسيناريو، مع ذلك افتقد الكثيرون فوندي كورتس-هال بدور بين يورخ من الجزء الأول، وفنسنت دينافريو بدور ويلسون فسك في النصف الأول من الجزء الثاني. صدر موسم ثالث في يوليو 2016.

## الحلقات
| تاريخ العرض | الكتابة                     | الإخراج     | العنوان | عدد الحلقات في الموسم | عدد الحلقات الكلي |
| مارس 2016 | دوغلاس بيتري وماركو راماريز | فيل ابراهام | انفجار  | 1                     | 14                |
| بعد سقوط ويلسون فسك والمافيا الروسية، واختفاء الصينيين وعصابة الياكوزا، حاولت عدة عصابات السيطرة على هيلز كيتشن، ومن ضمنهم العصابات والمافيا الأيرلندية. عندما أطيح بجماعة أيرلندية رميًا بالرصاص من قبل جماعة من الجيش كما يبدو، الناجي الوحيد إليوت جروت المعروف بجروتو، قصد شركة نيلسون وموردوك بحثًا عن الحماية. كارين بايج ونيسلون ومساعدة موردوك، الذين يعانون مصاعب مادية، لأن قائمة عملائهم عادةً لا يستطيعون تحمل تكاليفهم القانونية. أخذوا جروتو المصاب إلى المشفى، في هذه الأثناء علم فوكي نيلسون من ذا دوغز أوف هيل بايكر كانغ أن جماعة منهم قد قتلهم «الجيش» كما حدث للأيرلنديين، يحقق مات موردوك في العصابات بهويته السرية –ديرديفيل- فيكتشف أن جميع أسلحتهم ذات العيار الثقيل سرقها رجل واحد. هاجم الرجل ذاته جروتو وبايج في المشفى وهربوا بالكاد أحياء. يواجه ديرديفيل المقتنص الجديد على السطح القريب من المشفى، ويتلقى رصاصة في رأسه من مدى قريب جدًا. |                             |             |         |                       |                   |